# Piper camphoriferum
Piper camphoriferum är en pepparväxtart som beskrevs av C. Dc.. Piper camphoriferum ingår i släktet Piper och familjen pepparväxter. Inga underarter finns listade i Catalogue of Life.